# Maison Murat
 (novembre 2023).
Si vous disposez d'ouvrages ou d'articles de référence ou si vous connaissez des sites web de qualité traitant du thème abordé ici, merci de compléter l'article en donnant les références utiles à sa vérifiabilité et en les liant à la section « Notes et références ».
Pour les articles homonymes, voir Murat.
Ne pas confondre avec la Famille de Murat.
La maison Murat est une famille française de la noblesse d'Empire qui a notamment régné sur le grand-duché de Berg et de Clèves de 1806 à 1808 et sur le royaume de Naples de 1808 à 1815.

## Histoire
La maison Murat, originaire du Quercy, a été titrée en 1805 par l'empereur Napoléon Ier en la personne de Joachim Murat, maréchal de France, fait prince de l'Empire et prince français. Ce dernier était le fils de Pierre Murat-Jordy, aubergiste et maître de poste à Labastide-Fortunière, et de sa femme Jeanne Loubières.
Cette famille s'est illustrée durant le Consulat au cours duquel elle s'est apparentée à la maison Bonaparte et durant le Premier Empire où elle fit partie des dynasties européennes et réalisa de nombreux faits d'armes au cours des guerres napoléoniennes.
Issue du maréchal Joachim Murat (1767-1815), 1er prince Murat (1804), et de son épouse née Caroline Bonaparte (1782-1839), la maison Murat a régné sur le grand-duché de Berg et de Clèves (1806-1808), puis sur le royaume de Naples (1808-1815) et la principauté de Pontecorvo (1812-1814).
Depuis sa création, le titre de prince Murat a été porté par l'ensemble des descendants en ligne masculine et légitime de Joachim Murat. Cependant, seul le chef de la maison Murat porte le prédicat d'altesse royale[réf. nécessaire], en sa qualité d'héritier et successeur de Joachim Murat sur le trône de Naples. Le fils aîné du chef de la maison Murat porte par ailleurs le titre de prince de Pontecorvo, par héritage du deuxième fils de Joachim, Lucien, élevé à ce titre par l'empereur Napoléon Ier le 5 décembre 1812, avec le prédicat simple d'altesse (comme membre de la « famille civile de l'Empereur », en vertu de l'article 6 de la Constitution impériale du 14 janvier 1852 et par décrets impériaux des 21 et 30 juin 1853).
Enfin, le titre de comte Murat a été créé en 1810 à l'intention d'un frère du roi Joachim, André Murat (1760-1841), mais cette branche, aujourd'hui éteinte, n'appartient pas, à proprement parler, à la maison Murat. La maison Murat a également été illustrée par Antoinette Murat, princesse de Hohenzollern-Sigmaringen, l'une des ancêtres des maisons royales de Roumanie et de Belgique.
La Maison Murat a relevé par adjonction le nom de la famille de Chasseloup-Laubat avec l'adoption du prince François Murat par son oncle maternel en 1964. 
La maison Murat a été admise au sein de l'Association d'entraide de la noblesse française (ANF) en 1991.

## Les princes Murat (branche aînée)

### Première génération (1767-1839)

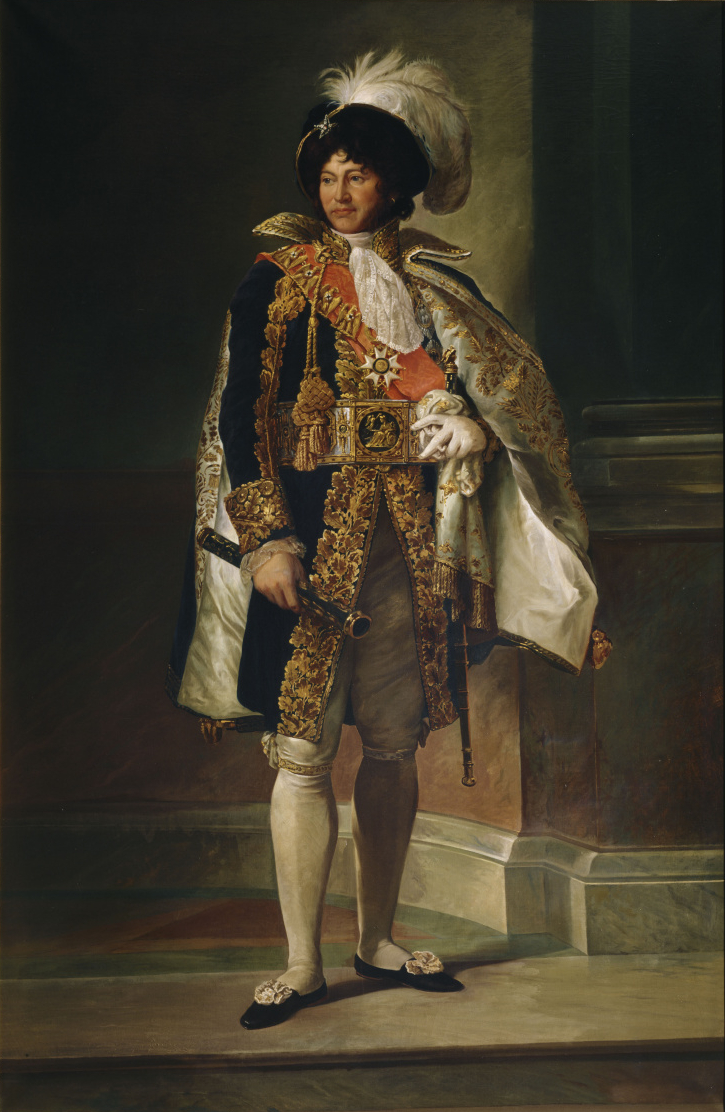
Le maréchal Murat.

L'ascension familiale des Murat commence avec le mariage, le 20 janvier 1800, du général Joachim Murat (1767-1815), fait maréchal de France, grand-dignitaire de l'Empire et grand aigle de la Légion d'honneur en 1804, avec Caroline Bonaparte (1782-1839), sœur du premier consul qui sera proclamé empereur des français sous le nom de Napoléon Ier en 1804. Joachim et Caroline forment, de 1806 à 1808, le couple grand-ducal de Berg et de Clèves avant de devenir roi et reine de Naples de 1808 à 1815.

### Deuxième génération (1801-1889)
Joachim Murat et Caroline Bonaparte ont quatre enfants :
- Le prince Achille Murat (21 janvier 1801 - 15 avril 1847), grand-duc héritier de Berg et de Clèves (1806-1808), prince royal de Naples (1808-1815) puis 2e prince Murat de 1815 à sa mort. Marié en 1826 à Catherine Willis Gray (1803-1867), arrière-petite-nièce de George Washington. Sans postérité.
- Le prince Lucien Murat (16 mai 1803 - 10 avril 1878), titré prince souverain de Pontecorvo en 1812 et 3e prince Murat de 1847 à sa mort. Marié en 1831 à Caroline Georgina Fraser (1810-1879).
- La princesse Laetizia Murat (1802-1859), mariée en 1823 avec Guido Taddeo Pepoli, marquis Pepoli et comte de Castiglione, dont postérité.
- La princesse Louise Murat (1805-1889), mariée en 1825 avec Giulio Rasponi, comte Rasponi, dont postérité.

### Troisième génération (1832-1924)

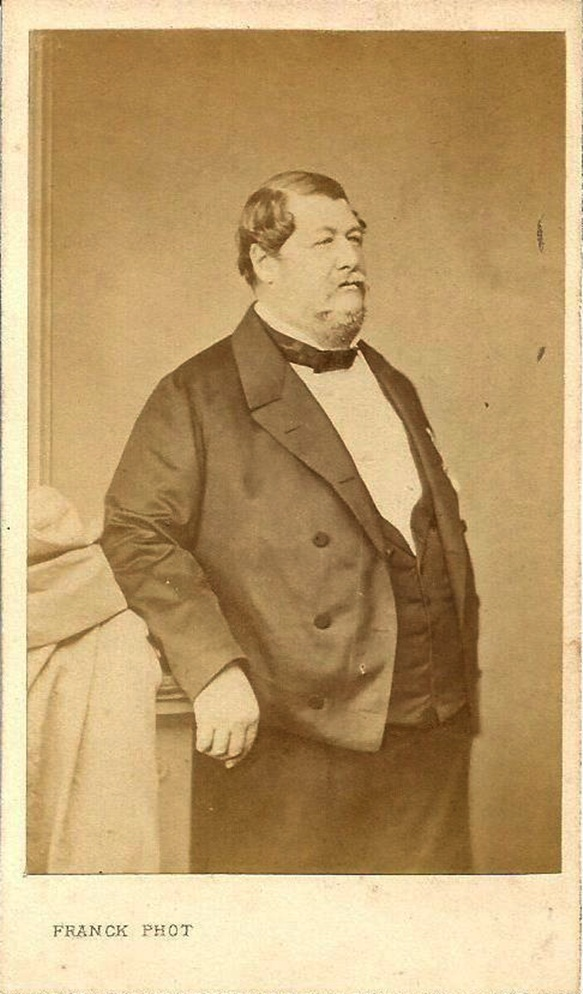
Le 3e prince Murat.

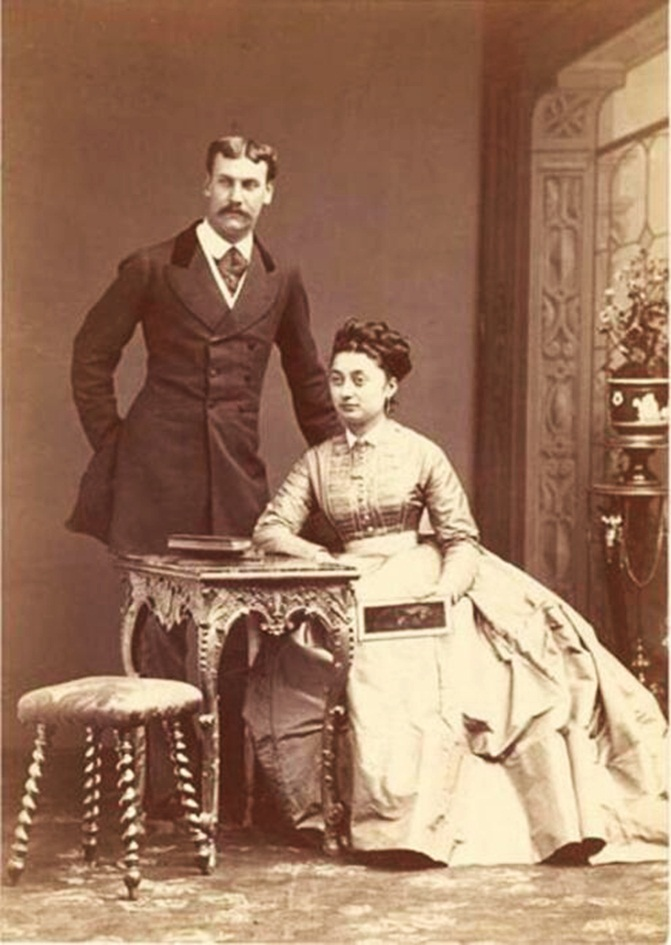
Le prince Achille Murat (1847-1895) et son épouse Salomé.

Lucien Murat fut le seul des deux frères de la deuxième génération à avoir une postérité. De son mariage, il eut cinq enfants :
- Le prince Joachim Murat (1834-1901), prince de Pontecorvo puis 4e prince Murat de 1878 à sa mort, marié en 1854 à Malcy Berthier de Wagram (1832-1884), petite-fille du maréchal Berthier, le 2e prince de Wagram, et nièce de Désirée (reine de Suède) et Julie Clary (femme de Joseph Bonaparte) par sa mère. Veuf en 1884, Joachim Murat se remarie, en 1894, à Lydia Hervey (1841-1901, veuve du baron Hainguerlot), mariage sans postérité.
- La princesse Caroline Murat, née le 31 décembre 1833 à Bordentown, dans le New Jersey (États-Unis), décédée le 23 juillet 1902, mariée en 1850 avec Charles Martin de Chassiron, baron de Chassiron, remariée en 1872 à John Lewis Garden, inhumée dans le cimetière de l'église All Saints de Ringsfield dans le Suffolk (Royaume-Uni).
- La princesse Anna Murat (1841-1924), mariée en 1865 avec Antoine de Noailles, duc et prince de Poix, duc de Mouchy, grand d’Espagne de première classe.
- Le prince Achille Murat (1847-1895), marié en 1868 à la princesse géorgienne Salomé Dadiani, dont postérité encore représentée.
- Le prince Louis Napoléon Murat (1851-1912), marié en 1873 à l’aristocrate ukrainienne Eudoxie Mihaïlovna Somov, dont postérité.

### Quatrième génération (1855-1960)

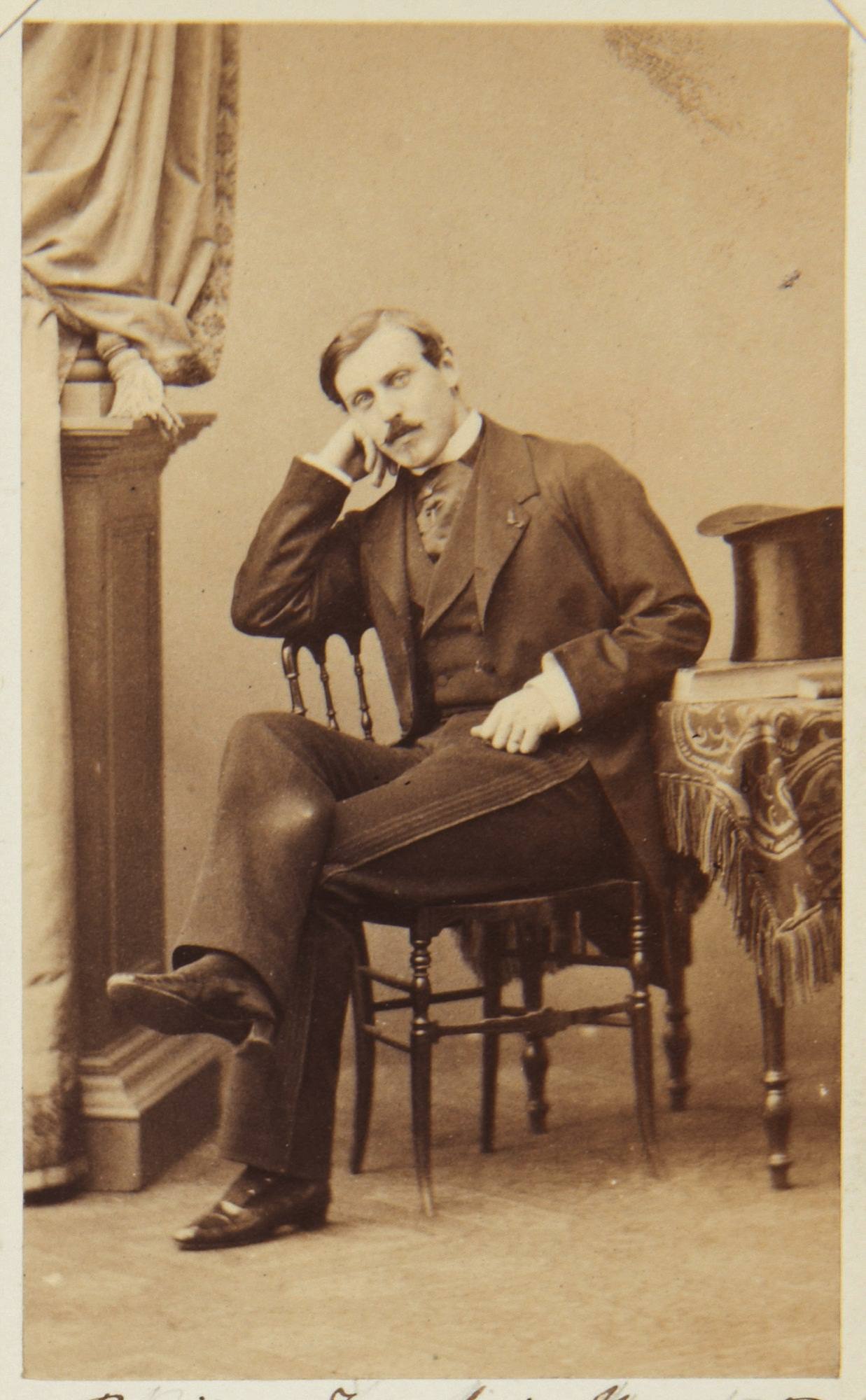
Le 4e prince Murat.

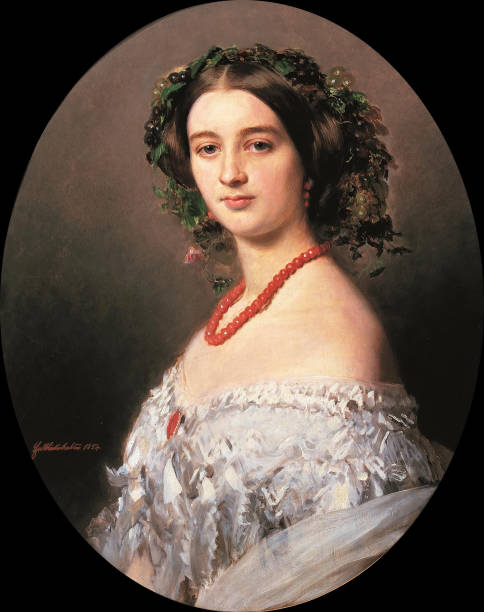
La princesse Murat (épouse du 4e prince).

À défaut de présenter l'ensemble du dédale généalogique de la famille Murat, la suite de l'article se limite à la descendance de l'aîné de chaque génération.
Joachim Murat eut trois enfants de son premier mariage :
- Le prince Joachim Murat (1856-1932), prince de Pontecorvo (1878) puis 5e prince Murat en 1901, marié en 1884 à Cécile Ney d'Elchingen (1857-1960), fille du 3e duc d'Elchingen et arrière-petite-fille du maréchal Ney.
- La princesse Eugénie Murat (1855-1934), mariée en 1887, avec Giuseppe Caracciolo, patricien napolitain, prince de Torella, duc de Lavello, marquis de Bella, de Valle Siciliana, de Monacilioni et comte de Gambatesa, dont postérité.
- La princesse Anne Murat (1863-1940), dame du palais à la cour d'Autriche, mariée en 1885 avec le comte Agenor Maria Gołuchowski, personnage influent de l'empire d'Autriche (notamment ministre des Affaires étrangères), dont postérité.

### Cinquième génération (1885-1992)
Le 5e prince Murat est le père de sept enfants :
- le prince Joachim Murat (1885-1938), prince de Pontecorvo (1901) puis 6e prince Murat en 1932 ; marié à Louise Plantié ;
- la princesse Marguerite Murat (1886-1956), qui épouse Edgar Lejeune, baron Lejeune ;
- le prince Alexandre Murat (1889-1926), marié en 1920 à Noëlle Gillois (1894-1960) ; d'où postérité ;
- le prince Charles Murat (1892-1973), marié en 1929 à Margaret Stuyvesant Rutherford (1891-1976), divorcée de Sir Paul Dukes ; sans postérité ;
- le prince Paul Murat (1893-1964), marié en 1919 à Solange de La Rochefoucauld (1894-1955) ; d'où postérité ; il a été président de la Ligue pour la protection des oiseaux ;
- le prince Louis Murat (1896-1916), qui « meurt pour la France » ; célibataire et sans postérité ;
- le prince Gérôme Murat (1898-1992), marié en 1922 à Nicole de l'Espée (1898-1985), divorcés ; d'où postérité ; puis remarié en 1984 à Marie Colombe Cherubini (1930).

### Sixième génération (depuis 1920)
Le 6e prince Murat a eu deux enfants : 
- Le prince Joachim Murat (1920-1944), prince de Pontecorvo (1932) puis 7e prince Murat en 1938. Marié en 1940 à Nicole Pastré (1921-1982).
- La princesse Caroline Murat (née en 1921), mariée en 1945 avec Augustus von Hartz (1916-2008).

### Septième génération (depuis 1941)
Le 7e prince Murat a eu trois enfants : 
- Le prince Joachim Murat (né posthume le 26 novembre 1944), 8e prince Murat, et actuel chef de la maison Murat. Marié en 1969 à Laurence Marie Gabrielle Mouton (1945) en 1969, puis en 2015 à Maria del Pilar Arnao y Cacho (1966).
- La princesse Caroline Murat (née le 14 mai 1941), mariée en 1962 avec le comte Yves de Parcevaux (1936), divorcés en 1967 ; puis remariée en 1967 avec Miklós Klobusiczky de Klobusicz et de Zetéy (1946).
- Malcy Murat (13 mars 1942-8 octobre 1990).

### Huitième génération
L'actuel prince Murat a cinq enfants de son premier mariage :
- La princesse Caroline Murat (née le 31 octobre 1971).
- Le prince Joachim Murat, prince de Pontecorvo (né le 3 mai 1973). Marié le 5 mars 2021 à Yasmine Lorraine Briki[4] (1982).
- La princesse Laetitia Murat (née le 27 août 1975), mariée en 2006 avec Denis Olivier Charissoux (1976).
- La princesse Élisa Murat (née le 16 février 1977).
- La princesse Pauline Murat (née le 16 février 1977), jumelle de la précédente.

## Arbre généalogique
- Joachim Murat (1767-1815) ép. Caroline Bonaparte
  - Achille (1801-1847) ép. Catherine Willis
  - Laetizia (1802-1859) ép. Guido Taddeo Pepoli
    - descendance

  - Lucien (1803-1878) ép. Caroline Georgina Fraser
    - Caroline (1833-1902) ép. Charles Gustave Martin de Chassiron
    - Joachim (1834-1901) ép. (1) Malcy Berthier de Wagram (2) Lydia Hervey
      - Eugénie (1855-1934) ép. Giuseppe Caracciolo
        - descendance

      - Joachim (1856-1932) ép. Marie Cécile Ney d'Elchingen
        - Joachim (1885-1938) ép. Louise Plantié
          - Joachim (1920-1944) ép. Nicole Pastré
            - Caroline (née en 1941)
              - descendance

            - Malcy (1942-1990)
            - Joachim (né en 1944)
              - Caroline (née en 1971)
              - Joachim (né en 1973)
                - Joachim (né en 2021)

              - Laetitia (née en 1975)
              - Élise (née en 1977)
              - Pauline (née en 1977)

          - Caroline (née en 1921)

        - Marguerite (1886-1956) ép. Edgar Lejeune
        - Alexandre (1889-1926)
          - descendance

        - Charles (1892-1973)
        - Paul (1893-1964)
          - Louis (1920-2004), marié à Isabelle d'Harcourt (1927-1993), dont six enfants.

        - Louis (1896-1916)
        - Gérôme (1898-1992)
          - descendance

      - Anna (1863-1940) ép. Agenor Goluchowski
        - descendance

    - Anna (1841-1924) ép. (1) Antoine de Noailles (2) John Lewis Garden
      - descendance

    - Achille (1847-1895) ép. Salomé Dadiani
      - descendance

    - Louis-Napoléon (1851-1912) ép. Eudoxie Mihaïlovna Somov
      - Eugène (1875-1906), qui épouse Violette Ney d'Elchingen (1878-1936), fille de Michel-Aloys Ney et Paule Furtado-Heine.
        - Pierre (1900-1948) ép. Isabelle d'Orléans (1900-1983), sans postérité.
        - Paule (1901-1937) ép. Bertrand de Faucigny-Lucinge (1898-1943) div. puis ép. Édouard Edmond-Blanc (1904-1952)

      - Oscar (1876-1884)
      - Michel (1887-1941), qui épouse Helena Macdonald Stallo (1893-1932), une héritière américaine de Cincinnati. Leur seul enfant, Laure (1913-1986)  épouse le journaliste suisse Fernand Auberjonois, d'où l'acteur René Auberjonois (1940-2019), et postérité.

  - Louise (1805-1889) ép. Giulio Rasponi
    - descendance

## Comtes Murat
Joachim Murat avait dix frères et sœurs, dont cinq survivront à l'âge adulte et auront, pour quatre d'entre eux, une descendance :
- Jacquette Murat (1746-1836), épouse en 1768 Jean Sambat de Soulomès (1732-1808)
  - Alexandrine Rose Sambat de Soulomès (1773-1846), épouse en 1790 Jean Andrieu, chevalier de l'Empire († 1831)
    - Alexandrine Andrieu (1790-1811), épouse en 1807 Jean-Michel Agar, 1er comte de Mosbourg (1771-1844)
      - un fils († 1892), sans postérité
      - une fille, épouse le vicomte de Rougé, dont postérité

    - Caroline Andrieu (1791-1846), épouse en 1811 Giuseppe d'Aquino, prince di Caramanico (1787-1851), dont postérité
    - Jeanne Andrieu (1792-1855), épouse en 1813 Gaetano d'Avalos d'Aquino d'Aragona, 1er duc d'Avalos (1775-1855, fils du prince di Torrebruna et duc di Celenza), dont postérité
    - Julie Andrieu (1795-1865), épouse en 1817 son grand-cousin Pierre Bonafous de Crabillé, comte de Melito[6] (1786-1853, fils d'Antoinette Murat), dont postérité
    - Antoinette Andrieu (1809-1873), épouse en 1826 Pierre-Barthélémy Relhié, maire de Douelle (1797-1869, cousin de Jean-Michel Agar de Mosbourg, beau-frère de son épouse), dont postérité
- Pierre Murat (1748-1792), épouse en 1783 Louise d'Astorg (1762-1832)
  - Marie Louise Murat
  - Pierre Adrien Murat († 1805)
  - Marie Radegonde Murat († 1800)
  - Thomas Joachim Murat
  - princesse Marie Antoinette Murat (née posthume, 1793-1847), adoptée par son oncle Joachim Murat (grand-duc de Berg, puis roi de Naples), épouse en 1808 le prince Charles de Hohenzollern-Sigmaringen (1785-1853), dont trois filles et un fils
- Antoinette Murat (1759-1829), épouse en 1774 Jean Pons-Crespy (1714-1782), puis en 1784 Jean Bonafous de Crabillé, chevalier de l'Empire, maire de Montgesty et châtelain de Crabilhé (1757-1822), dont postérité du 2e mariage :
  - Pierre Bonafous de Crabillé, comte de Melito, colonel dans l'armée napolitaine (1786-1853), titré comte de Melito[6] en 1814 à Naples, épouse sa petite-cousine Julie Andrieu (1795-1865), petite-fille de Jacquette Murat, dont postérité
  - Joseph Bonafous de Crabillé, dit Bonafous-Murat (1788-1864), maire d'Anglars-Juillac, épouse en 1818 Hortense Raynal (1802-1872) et eurent sept enfants dont :
    - Jules Bonafous-Murat (1830-1894), épouse Thérèse Belloc

  - Jean-Eugène Bonafous de Crabillé, chef d'escadron (1792-1869) épouse en 1827 sa cousine germaine Clotilde Murat (1795-1831), veuve ou divorcée du prince di Santo Mauro et duc di Corigliano
  - Rosalie Bonafous de Crabillé, épouse Jean-Joseph Lafon de Caix (1778-1853), préfet du Tarn et député du Lot
- André Murat (1760-1841), titré 1er comte Murat en 1810, maire de Labastide-Fortunière (de 1800 à 1816, puis de 1819 à 1841) et châtelain de Labastide, épouse en 1791 Pierrette Issaly (1771-1792), puis en 1793 Jeanne-Françoise Besse (1777-1866), dont postérité du 2e mariage :
  - Clotilde Murat (1795-1831), épouse en 1812 Giacomo di Saluzzo /de Saluces, prince di Santo Mauro et duc di Corigliano (1776-1819 ou 1849 ?), puis en 1827 son cousin germain Jean-Eugène Bonafous de Crabillé (1792-1869), dont postérité
  - Pierre Gaëtan Murat, 2e comte Murat (1798-1847), député du Lot, épouse en 1827 Marie-Pauline de Méneval (1810-1889)
    - Joachim Murat, 3e comte Murat (1828-1904), député du Lot[7] (de 1854 à 1870, puis de 1871 à 1889), épouse en 1854 Blanche-Alix Marion-Vallée (1836-1861), puis en 1866 Marguerite Marie Barrot (1844-1937)
      - Jeanne Murat (1858-1895), épouse en 1879 Laurent Camille, comte de Gouvion-Saint-Cyr (1851-1902), dont deux filles sans alliance
      - Gaëtan Murat (1861-1899), épouse en 1898 Caroline Thérèse Bianchi (1870-1940), sans postérité
      - Clotilde Murat (1868-1949), épouse en 1890 Paul Lebaudy (1858-1937)
        - Jean Lebaudy (1894-1969), épouse Henriette de Ganay (1898-1983), dont deux filles et deux fils

      - Napoléone Murat (1874-1959), épouse en 1895 Alfred, baron Hervé-Gruyer (1860-1928), dont deux fils et trois filles
      - Georgina Murat (1877-1962), sans alliance

    - Caroline Murat (1836-1902), épouse en 1854 Charles Élie Maximilien, marquis du Tillet (1816-1902), dont trois enfants
- Madeleine Murat (1763-1814), épouse en 1799 Étienne Molinier, maire de Combes-Terre Foraine et du Poujol (1755-), sans postérité

## Autres personnalités apparentées à la famille Murat
- René Auberjonois (acteur américain)
- Isabelle d'Orléans (princesse d'Orléans)
- Marie de Rohan-Chabot (femme de lettres)
- Albin Chalandon (homme politique et homme d’affaires, époux de Salomé Murat)
- Caroline Murat, dite Caroline Haffner (pianiste)[8]
- Laure Murat ( historienne)[9]